# Otto Wilhelm von Königsmarck

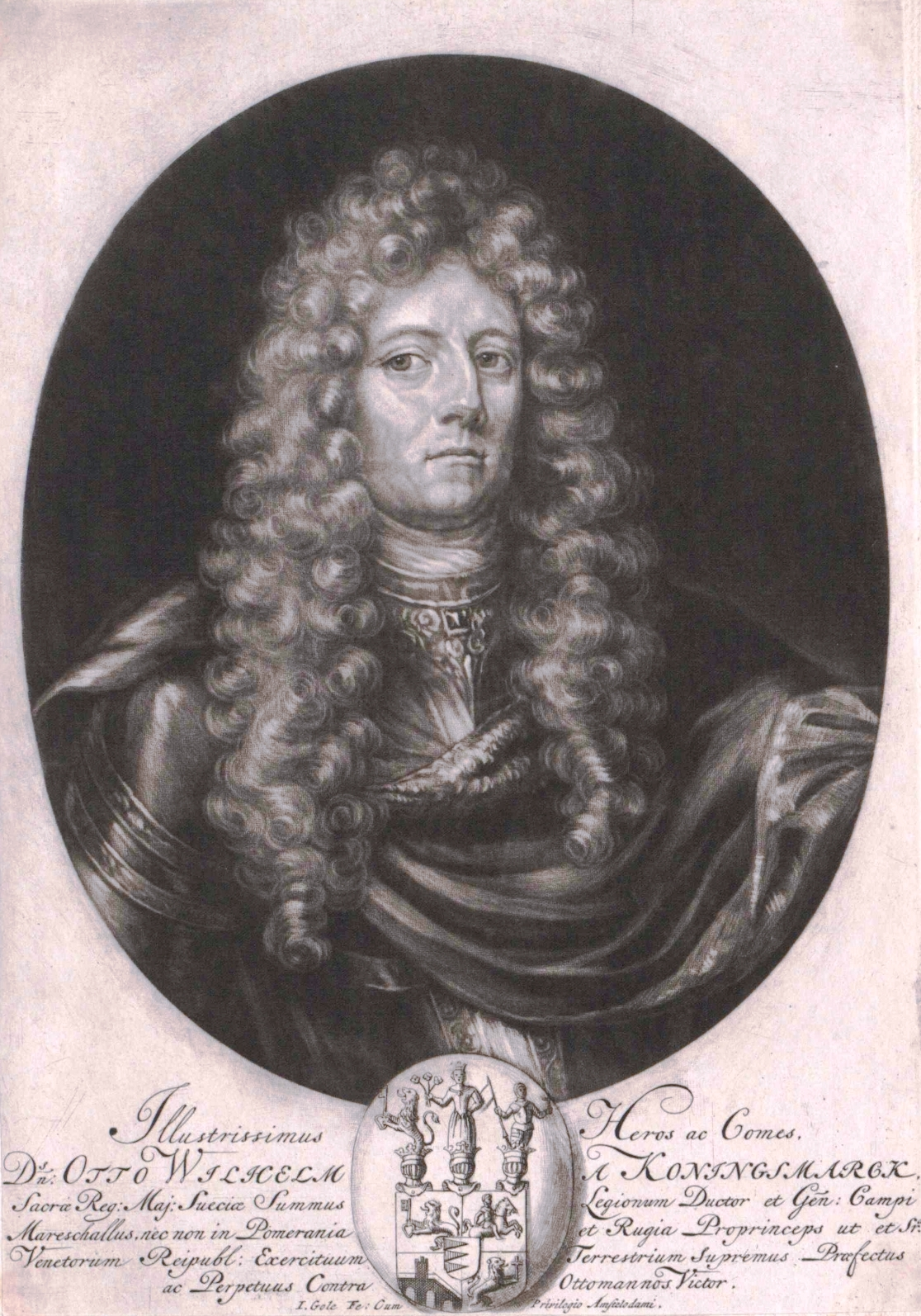
Otto Wilhelm von Königsmarck, Stich von Jacob Gole

Otto Wilhelm Graf von Königsmarck (* 5. Januar 1639 in Minden; † 15. September 1688 in Modon) war der jüngste Sohn des aus dem deutschen Adelsgeschlecht Königsmarck stammenden schwedischen Feldmarschalls Hans Christoph von Königsmarck und wie dieser General, Heerführer und Staatsmann in verschiedenen Diensten. Er war an der schweren Beschädigung der Akropolis während des Großen Türkenkriegs beteiligt.

## Leben und Wirken
Otto Wilhelm wurde in Norddeutschland geboren, da seine Mutter Agathe von Leesten seinem Vater auf dessen Kriegszügen folgte. Nachdem sie sich 1645 in Stade niedergelassen hatte, sorgte sie für einen guten Bildungsstand des Sohnes. Anfangs wurde Königsmarck wahrscheinlich vom Gelehrten Johann Heinrich Tonsor unterrichtet, sein Präzeptor (Hauslehrer) aber wurde Esaias von Pufendorf. In Jena studierte er über drei Jahre und wurde dort aufgrund seiner adligen Abstammung Rector magnificus. Im Anschluss besuchte er kurze Zeit die Universitäten in Tübingen, Straßburg, Basel, dann die Universität Genf, Blois und Angers und machte die damals übliche Grand Tour.
Im Jahr 1654 nahm ihn Herzog Wilhelm IV. von Sachsen-Weimar als Mitglied in die Fruchtbringende Gesellschaft auf. Er verlieh ihm den Gesellschaftsnamen „der Hochgeneigte“ und das Motto „zur Höflichkeit“. Als Emblem wurde ihm „der weiße Mangold“ zugedacht. Im Köthener Gesellschaftsbuch findet sich der Eintrag Königsmarcks unter der Nr. 633. Die schwedische Regierung ernannte den als stattlichen, hochgebildet und gewandt angesehenen Kavalier zum Offizier. Von 1661 an wirkte er als schwedischer Gesandter in England, ab 1666 in Frankreich.
Schon 1664 wurde er Oberst des Leibregiments zu Pferde und machte in dieser Stellung die Belagerung Bremens im Zweiten Bremisch-Schwedischen Krieg mit. Dann trat er für kurze Zeit in die Dienste des Kurfürsten Karl-Ludwig von Pfalz-Simmern als Generalmajor, darauf von 1668 an vier Jahre in die Ludwigs XIV. von Frankreich.

### In schwedischen Diensten
1672 rief ihn das Königreich Schweden zurück. Nach dem Tod seines Bruders Kurt Christophs wurde er dessen Nachfolger als Vizegouverneur der Herzogtümer Bremen und Verden und verblieb auch im Amt, während er als Gesandter nach Frankreich ging. Dort nahm er auf französischer Seite am Holländischen Krieg teil. Mit Turenne belagerte er Maastricht. Unter Condé zeichnete er sich in der blutigen Schlacht bei Seneffe 1674 so aus, dass der König ihn mit einem kostbaren Degen ehrte.
Obwohl er sich kaum von einer schweren Wunde, die er in diesem Kampf erlitt, erholt hatte, wurde er zurückgerufen, um als Feldmarschall und Oberbefehlshaber von Pommern in den Schwedisch-Brandenburgischen Krieg einzugreifen. Durch einen Angriff auf die Mark Brandenburg sollte er die brandenburgisch-preußische Armee zwingen, vom Rhein abzuziehen und die verbündeten Franzosen zu entlasten. Die Schweden verloren allerdings noch 1675 die entscheidende Schlacht von Fehrbellin. Nachdem auch das bremische Heer verloren hatte, musste Königsmarck Pommern räumen. Er schlug jedoch die Dänen unter Detlef von Rumohr auf Rügen in der Schlacht von Warksow 1678. Im September 1678 musste er nach einer neuerlichen Invasion Rügens und dem Verlust der Festung Stralsund im Oktober 1678 Pommern aufgeben und konnte nur Überreste der Reiterei nach Schweden zurückführen (Jagd über das Kurische Haff). Nach dem Frieden von Saint-Germain, in dessen Folge Schweden seine norddeutschen Besitzungen wieder zurückerhielt, wurde er Generalgouverneur von Pommern, Rügen und Wismar bis 1685.

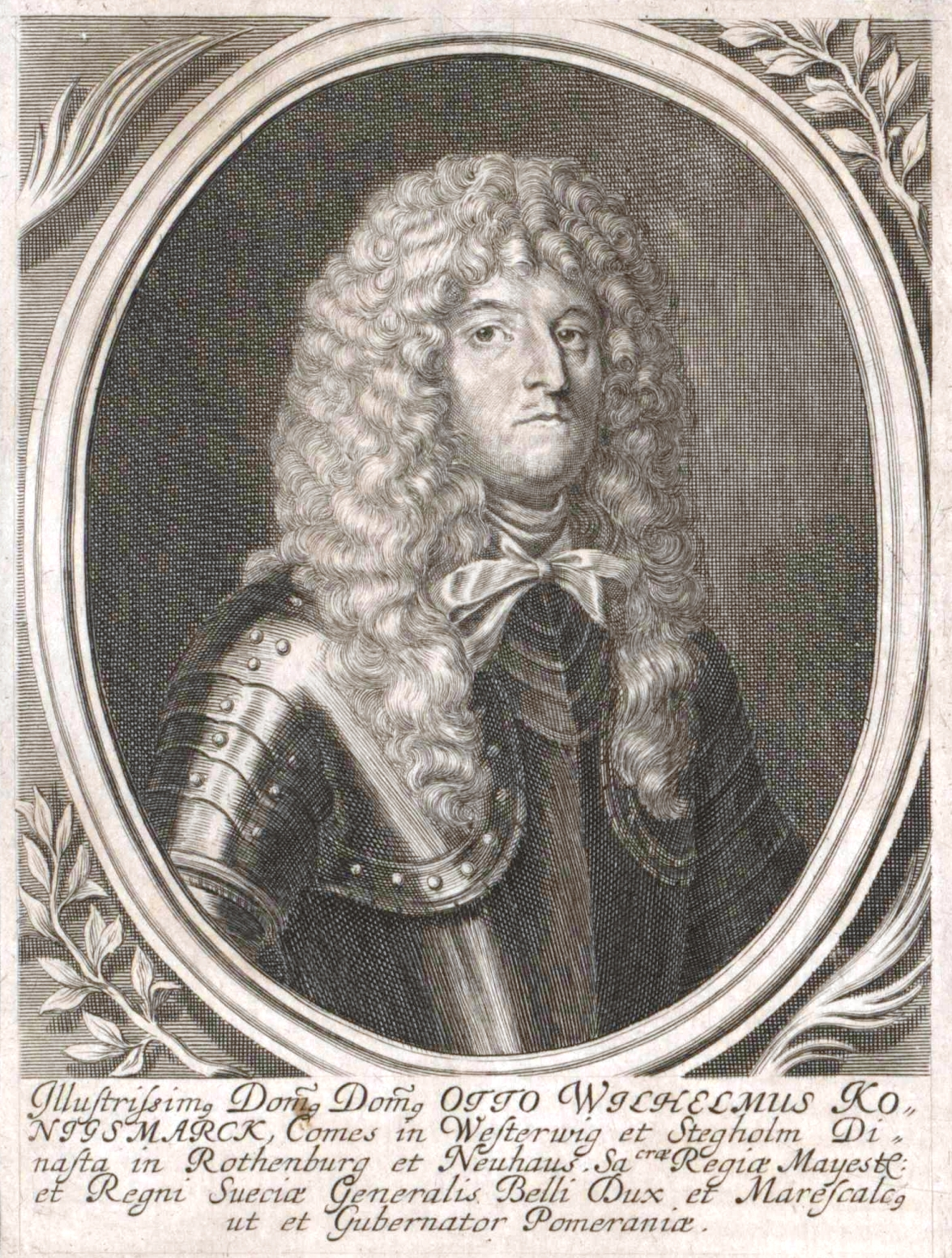

1677 hatte Karl XI., um seine Generäle an sich zu binden, wieder Dotationen ausgeteilt, an Königsmarck als Mannlehen das ganze, damals durch Reichsexekution im Besitz des münsterischen Bischofs Christoph Bernhard von Galen befindliche Amt Verden. Damit war das ganze Land des Bistums Verden an die Königsmarcks verschenkt, da diese Rotenburg schon besaßen. Die 1680 im Bremischen durchgeführte und 1682 durch Karls XI. Reductionsverordnung verschärfte Wiedereinziehung der verschenkten Domänen kostete Königsmarck deshalb fast den ganzen deutschen Güterbesitz. Sogar Schloss Agathenburg, obwohl es angekauft und erst erbaut worden war, wurde mehrfach sequestriert.

### Türkenfeldzug
Als Generalgouverneur von Pommern nahm Königsmarck im Rahmen des großen Türkenkriegs bei einem Reichsfeldzug zur Türkenhilfe für den Kaiser nach Ungarn teil. Dieses konnte den durch die Gütereinziehung Missmutigen 1685 als Oberbefehlshaber seiner Soldtruppen in Morea (Halbinsel Peloponnes), die aus Hannoveranern, Sachsen, Hessen, Braunschweigern und Württembergern bestanden, für sich gewinnen.
„Der Republik Venedig verordneten General und Oberhaupt über dero gesambte Kriegsmacht zu Lande“ nennt ihn das Kirchenbuch von Steinkirchen im Alten Lande. Seine erst 1682 heimgeführte Gemahlin Catharina Charlotta de la Gardie begleitete ihn auf diesen gefahrvollen Zügen, die ihm Ruhm einbrachten. Wie er zu Lande, so befehligte Francesco Morosini die Flotte. Königsmarcks Rat entschied, die Eroberung Moreas vor einem Versuch der Einnahme von Candia (Kreta) zu unternehmen. Dort eroberte er 1686 im Juni und Juli Navarino, Modon und Argos und nach hartnäckiger Verteidigung von Nauplia, welches der Oberbefehlshaber der osmanischen Armee, der Seraskier, vergeblich zu retten versuchte.
Die Signoria Venedigs verehrte ihm eine goldene Schale im Wert von 6000 Dukaten. 1687 eroberte er Patras am 24. Juli, wonach die Türken selbst die „kleinen Dardanellen“ am Busen von Lepanto in die Luft sprengten. Als er am 9. August vor Korinth erschien, war die gesamte Bevölkerung bereits geflohen und die Stadt verbrannt. Hier schiffte sich Königsmarck auf Morosinis Flotte am 20. September ein, landete am 21. in Porto Leoni (d. h. dem Hafen von Piraeus), besetzte Athen und belagerte die Akropolis. Dabei schlug am 26. September eine Bombe in das türkische Pulvermagazin im Parthenon und zersprengte den bis dahin fast unverletzten Tempel. Die Burg kapitulierte, aber die Pest dezimierte die Truppen in den Winterquartieren, und Athen musste im April 1688 preisgegeben werden.
Im Sommer unternahm der zum Dogen und Oberbefehlshaber zugleich erwählte Morosini den unglücklichen Zug nach Negroponte. Königsmarck befehligte die Belagerung, aber die Pest, die auch ihn befiel, verhinderte sein Vorhaben. Er starb vor Ort in der Pflege seiner Gemahlin am 15. September 1688. Die Republik Venedig ehrte den Feldmarschall noch im Tod. Sie ließ die Leiche mit der des Neffen Hans Karl heimgeleiten und dem „stets Siegreichen“ (semper victor) durch Beschluss des Senats („S.C.“) 1688 eine Portraitbüste aus Marmor errichten. Diese ist im Arsenal von Venedig angebracht. Sie stammt vom Bildhauer Enrico (auch: Arrigo) Merengo (eigentlich: Heinrich Meiring oder Meyring, ein deutscher Künstler aus Westfalen, der – gegen Ende des 17. Jahrhunderts – in Venedig wirkte). Im Arsenal wurde später ein weiteres Marmorporträt, ein Flachrelief des Giovanni Maria Morlaiter (1699–1780), für einen weiteren Kriegshelden der Serenissima Johann Matthias von der Schulenburg angebracht. Am 19. Januar 1691 fand die Bestattung in Stade statt.